# Feico Clockpolder
De Feico Clockpolder (soms: Feike of Feiko Clockpolder) is een voormalig waterschap in de Nederlandse provincie Groningen.
Het schap is in 1966 ontstaan een fusie van het Bronsveen, de Fockenspolder en de Nieuwediepsterpolder. Het waterschap heeft slechts drie jaar bestaan, want op 1 januari 1969 ging het op in Reiderzijlvest.
Waterstaatkundig gezien ligt het gebied sinds 2000 binnen dat van het waterschap Hunze en Aa's.

## Naam
Het waterschap is genoemd naar de 17e-eeuwse vervener Feike Clock. 